# اوتا فوکارک
 اوتا فوکارک (انگلیسی: Ota Fukárek؛ زادهٔ ۱۸ ژانویهٔ ۱۹۷۷) یک تنیس‌باز اهل جمهوری چک است. 